# Burgstall Leithen
Der Burgstall Leithen bezeichnet eine abgegangene hoch- oder spätmittelalterliche Höhenburg am nördlichen Talrand der Donau bei Leithen, einem Ortsteil der Gemeinde Thyrnau im Landkreis Passau in Bayern. Über diese Burg sind keine geschichtlichen oder archäologischen Informationen bekannt. Sie wird grob als hoch- oder spätmittelalterlich datiert, Funde von der Befestigung sind nicht bekannt. Erhalten hat sich von der kleinen Burg nur noch ein Wallzug sowie ein Graben. Die Stelle ist als Bodendenkmal Nummer D-2-7447-0010 „Burgstall des hohen oder späten Mittelalters“ geschützt.

## Beschreibung
Die größtenteils bewaldete Burgstelle befindet sich etwa 800 Meter südwestlich von Leithen in 400 m ü. NHN Höhe auf einer nach Westsüdwesten gerichteten Geländezunge, die an ihrer westsüdwestlichen Schmalseite sehr steil rund 100 Höhenmeter in das Tal der Donau abfällt, die hier auch die Grenze zu Österreich bildet. Ihre nordnordwestliche Längsseite wird durch das Tal des kurzen Hochwiestobelbaches gesichert, im Südsüdosten begrenzt ein tief eingeschnittenes, trockenes Kerbtal die Geländezunge. Die Burganlage war so an drei Seiten von Natur aus sehr gut gegen eine Annäherung geschützt, nur an der ansteigenden Ostnordostseite war eine Befestigung nötig.
Die sich an ihrer Spitze leicht verbreiternde Burgfläche fällt zum Donautal hin stetig leicht ab und wird 70 Meter vor der Spitze der Geländezunge von einem quer über den Rücken ziehenden Wall gesichert. Diesem Wallzug ist als zusätzlicher Annäherungsschutz noch ein Außengraben vorgelegt. Der Wallgrabenriegel verläuft unter auffallender Zurücksetzung nach innen im Nordwesten noch weit den Hang hinunter. Er weist an mehreren Stellen Unterbrechungen auf, auf der Kammlinie der Geländezunge ist er von einer Wegeführung durchbrochen.
Dieser Burgstall gehört dem Typus der Ebenerdigen Ansitze an, seine Innenfläche ist also gegenüber dem Vorgelände nicht oder nur unwesentlich erhöht gelegen. In diesem Fall liegt sie durch den Geländeabfall sogar niedriger als das Vorgelände.